# Onze-Lieve-Vrouw van Altijddurende Bijstandkerk ('s-Hertogenbosch)
De Onze-Lieve-Vrouw van Altijddurende Bijstandkerk is een voormalige parochiekerk in de Noord-Brabantse stad 's-Hertogenbosch, gelegen aan de Edisonstraat 28 en de  's-Gravezandestraat.

## Geschiedenis
Na de Tweede Wereldoorlog begon men met de bouw van de wijk Boschveld, ten westen van de spoorlijn. In 1953 werd hier een parochie gesticht. Deze zou bediend worden door de paters Redemptoristen die een klooster in de binnenstad bezaten. In 1956 werd een kerk ingewijd die een ontwerp was van Kees van Moorsel.
Het betrof een grote bakstenen kerk die tot de Wederopbouwarchitectuur wordt gerekend. Het aantal gelovigen liep echter zodanig terug dat de kerk in 1978 drastisch verkleind moest worden waarbij de grote kerkzaal werd gesloopt. De verkleinde kerk kreeg een ingang aan de 's-Gravezandestraat.
In 1999 werden de parochies ten westen van de spoorlijn samengevoegd tot de Emmaüsparochie, en in 1996 werd de -verkleinde- kerk onttrokken aan de eredienst.
Sindsdien is het kerkgebouw in gebruik bij de Evangelische Gemeente "Parousia".